# Jesurun Rak-Sakyi
Jesurun Rak-Sakyi (* 5. října 2002) je anglický fotbalista, který hraje jako pravé křídlo za anglický klub Sheffield United, kde je na hostování z Crystal Palace.

## Reprezentační kariéra
Rak-Sakyi mohl reprezentovat Anglii nebo Ghanu. 
Dne 6. září 2021 debutoval za anglickou reprezentaci do 20 let v zápase s Rumunskem.
Dne 15. listopadu 2024 Rak-Sakyi debutoval za reprezentaci do 21 let proti Španělsku.

## Osobní život
Rak-Sakyiho mladší bratr Samuel je hráčem Chelsea.